# Ян Боратинський
Ян (Іван) Боратинський, уроджений Стецько Боратинський (пом. квітень 1546) — шляхтич руського походження, військовик, урядник часів Королівства Польського, дипломат. Представник роду Боратинських.

## Життєпис
Став першим в роді католиком (перейшов на «ляцьку віру»), змінив ім'я Стецько, отримане при народженні, на Іоан. Батько — Івашко «Дитятко» з Тамановичів і Ганьковичів (†1494), мати — Маша (Малгожата, за Бартошем Папроцьким, родичка — небога) з Боратина. Початок військової кар'єри — часи короля Олександра Ягеллона; під час однієї битви з молдаванами врятував разом з братом Андрієм життя командира Станіслава Лянцкоронського.
У перші роки королювання Сігізмунда І Старого воював під командуванням Яна Творовського на Поділлі. У 1514 році — ротмістр рот панцерних вершників під командуванням Януша Свєрчовського, висланих до Литви. Учасник битви під Оршею. У 1519 році відбивав на чолі сторожі напад московитів на Брацлав. В 1525 році отримав привілей короля на заснування міста на землях села Гусаків (Перемиська земля), також кам'яницю мигалівську в Кракові. Брав участь на чолі 1000 вершників у обороні кордону від нападу військ Петру Рареша у квітні 1531, потім — у битві під Обертином. Влітку 1531 року король призначив йому щорічну пенсію 100 злотих як придворному, «що прийнятий німецьким звичаєм». Наступні роки — комісар короля щодо розмежування королівщин. В 1534 році став рогатинським старостою. В Перемишлі мав кам'яницю поряд з батьком письменника Стан. Оріховським. Помер старим у квітні 1546 року.
В 1500 році одружився із Зофією Новомейською гербу Прус ІІ. Діти:
- Катерина — дружина Івана Оріховського гербу Окша;
- Варвара — дружина Олександра Оріховського;
- Софія — дружина N. Замєховського;
- Петро — самбірський староста.